# Helosciomyza australica
Helosciomyza australica är en tvåvingeart som beskrevs av Steyskal 1978. Helosciomyza australica ingår i släktet Helosciomyza och familjen Helosciomyzidae. Inga underarter finns listade i Catalogue of Life.